# ITC Networks
ITC Networks este o companie de IT din România, care are ca obiect de activitate dezvoltarea de software în regim de outsourcing pentru telecom.
A fost fondată în anul 2000 cu o investiție inițială de 200.000 de dolari.
Pachetul majoritar de acțiuni al companiei (95%) a fost cumpărat în anul 2008 de către compania rusească Luxoft pentru aproximativ 50 milioane USD.
Compania a aparținut, până la tranzacție, lui Doru Mardare (25%), unui alt cetățean român - Grigore Popescu (25%), iar restul procentelor revenea unui român emigrat în Canada, Henri Balter - fost program manager în Ottawa, la Nortel Networks, și firmei lui, MG Global Resources Holdings Inc.
Număr de angajați în 2008: 600
Cifra de afaceri:
- 2008: 19,8 milioane Euro[4]
- 2007: 24,3 milioane euro[2]

Profit net în 2007: 4,1 milioane euro